# Distrito de La Arena
El distrito de La Arena es uno de los diez que conforman la provincia de Piura ubicada en el departamento de Piura en el norte del Perú. Limita al norte con el distrito de Cura Mori, al oeste, suroeste y al sur con el distrito de La Unión, al sudeste con el distrito de El Tallán, y al este y noreste nuevamente con el distrito de Cura Mori.
Desde el punto de vista de la jerarquía de la Iglesia católica, forma parte de la Arquidiócesis de Piura.

## Historia
El origen del nombre de la Comunidad La Arena encuentra su razón de ser en la naturaleza arenosa de su suelo, característica que aún muestra en la actualidad. Durante muchos años La Arena estuvo anexada a la Comunidad de Catacaos, cuyos primeros pobladores obligados a buscar nuevas tierras de cultivo y de expansión tuvieron que enfrentarse a los inmensos arenales que hacían difícil la construcción de sus viviendas. Los primeros pobladores decidieron establecerse definitivamente en ese desierto de arena, conocido en la actualidad como distrito de La Arena.
Es importante destacar las gestiones realizadas por Diputado del departamento de Piura, Sr. Julio Rodríguez, la comunidad de La Arena pasó a la categoría de Distrito. De acuerdo al Decreto Ley N° 4134 del 15 de junio de 1920, integrando de esta manera uno de los Nueve Distritos en que está dividida la Provincia de Piura.
De acuerdo a la ley que reconoce políticamente al distrito de La Arena se aprobó como capital del distrito a la Villa del mismo nombre. Además, La Arena comprendería los caseríos de Nuevo Montegrande, Vichayal, Pampa de los Silvas, Casaraná, Alto de los Castillos, Penal, Chato Chico, Chato Grande, Río Viejo, Casa Grande, Loma Negra, Alto de la Cruz, Alto de los Mores y las haciendas y demás predios que les corresponda.
El mismo año que se reconoció La Arena como distrito se instaló el primer Concejo Distrital, siendo su primer alcalde Don Sixto Zapata Meléndez quien estuvo a cargo de la comuna durante un periodo de tres años (1920 - 1923). Como muchos lugares, La Arena tiene destacados personajes o porque no decirlo personajes notable, unos nacidos en estas tierras y otros foráneos, estos personajes son llamados sus hijos por haber sido sus benefactores. Estas personas son Sixto Zapata Meléndez, Celina Vallejos, Josefa Silva de Vega y Micy Riofrio.
El primer alcalde, Sixto Zapata, obsequió el terreno del actual mercado municipal (el mismo que lleva su nombre), apertura de la calle Trujillo y el terreno para la construcción de la capilla Cruz del Centro. Celina Vallejos fue la primera educadora de nuestro distrito y forjadora de varias generaciones de arenenses. Josefa Silva de Vega donó 5000 m² de terreno para la construcción del actual local escolar N°14121 (Ex C.E. 36) Eduardo Riofrio donó el terreno para la construcción del local escolar N°14123.
El distrito fue creado mediante Ley N° 4134 del 15 de junio de 1920, en el gobierno de Augusto Leguía.
Ley N° 4134: Dividendo los distritos de Catacaos y Sechura, de la provincia de Piura.

## Geografía
Está situado en la costa norte del Perú, a 22 metros sobre el nivel de mar y abarca una superficie de 160,22 km². Su capital es el centro poblado de La Arena.

## División administrativa

### Centros poblados
- Urbanos
  - La Arena, con 14 184 hab.
  - Casagrande, con 8 756 hab.
  - Las Malvinas, con 3 185 hab.
  - Alto de los castillos, con 850 hab.
  - Vichayal, con 2 146 hab.
  - Loma Negra, con 1 923 hab.
  - Chatito, con 1 673 hab.
  - Río Viejo Norte, con 1 136 hab.
  - Alto de los Mores, con 1 200 hab.
  - Sincape, con 450 hab.
  - Nuevo Alto de los Mores, Con 560 hab.
  - Santa Elena, con 1550 hab.
  - Río Viejo Sur-Alto de los Carrillo, con 571 hab.
  - Pampa Chica, con 543 hab.
  - Pampa de los Silvas, con 395 hab.
  - Lagunas de los Prado, con 360 hab.
  - Chaquira, con 349 hab.
  - AA.HH "13 de Abril"; CON 3000 hab.
  - AA.HH "03 de Abril", con 540 Hab.
  - Alto de los Litanos, con 120 hab.
- Rurales
  - Monte Grande, con 1 242 hab.
  - El Porvenir, con 484 hab.
  - Alto de la Cruz, con  255 hab.
  - El Pedal, con  258 hab.
  - Alto de los Mechatos, con 206 hab.
  - Jesús María, con 214 hab.
  - Casarana, con 262 hab.

## Personajes ilustres
Como muchos lugares, La Arena tiene destacados personajes o porque no decirlo personajes notable, unos nacidos en estas tierras y otros foráneos, estos personajes son llamados sus hijos por haber sido sus benefactores. Estas personas son Sixto Zapata Meléndez, Celina Vallejos, Josefa Silva de Vega y Micy Riofrio.
El primer alcalde, Sixto Zapata, obsequió el terreno del actual mercado municipal (el mismo que lleva su nombre), apertura de la calle Trujillo y el terreno para la construcción de la capilla Cruz del Centro. 
Celina Vallejos fue la primera educadora del distrito y forjadora de varias generaciones de arenenses. 
Josefa Silva de Vega donó 5000 m² de terreno para la construcción del actual local escolar N° 14121 (Ex C.E. 36) 
Micy Riofrio donó el terreno para la construcción del local escolar N° 14123.

## Autoridades

### Municipales
Su primer alcalde fue Sixto Zapata Meléndez quien estuvo a cargo de la comuna durante un periodo de tres años (1920 - 1923).
- 2015-2018[3]
  - Alcalde: Neylly Harrinson Talledo Rojas, del Partido Alianza para el Progreso (APP).
  - Regidores: Ruperto Masías Vílchez (APP), Sebastián Chunga Sernaqué (APP), Cruz Cobeñas Durand (APP), Erika Vanessa Santiago Mechato (APP), Manuel Sullón Troncos (APP), Carmen Rosa Iman Ipanaquá (Por Todos), Pedro Zapata Silva (Alternativa de Renovación Arenense)
- 2011-2014[4]
  - Alcalde: Claudio Ramón Naquiche More, Movimiento Alternativa de Renovación Arenense (ARA).
  - Regidores: Samuel Silva Sernaque (ARA), Deysi del Milagro Sandoval Sullón (ARA), Milagros del Pilar Fernández Flores (ARA), Oimer Navarro Silva (ARA), María Blanca Martínez Silva (ARA), Pedro Paico Ramírez (PPC), Manuel Maximiliano Fernández Silupu (APRA).
- 2007-2010
  - Alcalde:Venancio Risco Juarez.
- 2023-2026
  - Alcalde:  C.P.C.Venancio Risco Juarez.

### Policiales
- Comisario de la Arena: Capitán PNP Fernando Augusto PIZARRO AÑAMURO.

### Religiosas
- Arquidiócesis de Piura[5]
  - Arzobispo: Mons. José Antonio Eguren Anselmi SCV.[6]
- Parroquia Nuestra Señora de las Mercedes
  - Párroco: Pbro.

## Festividades
- Reyes Magos
- La Cruz
- Señor Cautivo de Ayabaca.
- Señor de los Milagros.

## Municipios Hermanos
| Ciudad/Municipio | División administrativa   | País     | Ref.  |
| ---------------- | ------------------------- | -------- | ----- |
| La Celia         | Departamento de Risaralda | Colombia | [ 7 ] |